# Sacha Bali
Sacha Bali, eigentlich Sacha Bali de Alencar Szerman, (* 29. Mai 1981 in Rio de Janeiro) ist ein brasilianischer Schauspieler. 

## Leben und Karriere
Bali war Kameramann, bevor er seine Schauspielkarriere 2005 in Filhos do Carnaval begann. 
Er war auch für die Trilogie Os Mutantes bekannt und spielte in anderen Seifenopern.

## Filmografie
- 2005: Filhos do Carnaval
- 2006: Avassaladoras
- 2006: Bicho do Mato
- 2007: Caminhos do Coração
- 2008: Os Mutantes
- 2009: Promessas de Amor
- 2010: Poder Paralelo
- 2011: Vidas em Jogo
- 2012: Mandrake
- 2012: Paraísos Artificiais
- 2013: Jóia Rara
- 2014: Em Família
- 2015: Vazio
- 2016: Em Nome da Lei
- 2016: A Garota da Moto
- seit 2016: 1 Contra Todos
- 2017: O Rico e o Lázaro
- 2018: Jesus
- 2020: Bom Dia Verônica
- 2020: Gênesis